# Isla Blanca
 (avril 2023).
Si vous disposez d'ouvrages ou d'articles de référence ou si vous connaissez des sites web de qualité traitant du thème abordé ici, merci de compléter l'article en donnant les références utiles à sa vérifiabilité et en les liant à la section « Notes et références ».
Pour plus de détails, voir Fiche technique et Distribution.
Isla Blanca est un film québécois dramatique écrit et réalisé par Jeanne Leblanc sorti en 2018.

## Synopsis
Après une fugue de huit ans, Mathilde revient dans sa ville natale. Le retour ne sera pas facile, mais elle devra recoller les pots cassés avant de pouvoir faire ses adieux à sa mère mourante.

## Fiche technique
- Réalisation : Jeanne Leblanc
- Scénariste : Jeanne Leblanc
- Producteur : Hany Ouichou
- Costumes : Katina Kordonouris
- Direction artistique : Éric Barbeau
- Montage : Elric Robichon
- Musique : Devin Ashton-Beaucage
- Photographie : Vincent Biron
- Son : Jocelyn Lauzon, Jean-Sébastien Beaudoin Gagnon, Patrice LeBlanc, Clovis Gouaillier
- Distributeur : Maison 4:3
- Studio : Art & Essai
- Mise en marché et promotion : Téléfilm Canada
- Sortie : 
  - Montréal,  Québec : 2 mars 2018
  - Ville de Québec,  Québec : 9 mars 2018

## Distribution
- Charlotte Aubin : Mathilde
- Théodore Pellerin : Émile, le frère
- Judith Baribeau : Françoise, la mère
- Luc Picard : Pierre, le père